# (5305) Bernievolz
(5305) Bernievolz es un asteroide perteneciente al cinturón de asteroides, descubierto el 7 de noviembre de 1978 por Eleanor F. Helin y el también astrónomo Schelte John Bus desde el Observatorio del Monte Palomar, Estados Unidos.

## Designación y nombre
Designado provisionalmente como 1978 VS5. Fue nombrado Bernievolz en homenaje al astrónomo aficionado estadounidense Bernard (Bernie) E. Volz, fue presidente de la Asociación de Astrónomos Amateurs del Área de Amherst y trabajó en el Amateur Telescope Makers of Boston, ejerciendo como presidente en dos ocasiones. Ha organizado una serie de expediciones de eclipses en todo el mundo.

## Características orbitales
Bernievolz está situado a una distancia media del Sol de 2,438 ua, pudiendo alejarse hasta 2,814 ua y acercarse hasta 2,063 ua. Su excentricidad es 0,153 y la inclinación orbital 1,789 grados. Emplea 1391,20 días en completar una órbita alrededor del Sol.
El próximo acercamiento a la órbita terrestre se producirá el 22 de febrero de 2149.

## Características físicas
La magnitud absoluta de Bernievolz es 13,5. Tiene 5 km de diámetro y su albedo se estima en 0,307.